# Paneleusiniakos FC
O Paneleusiniakos FC é um clube de futebol fundado em 1931 em Elefsina, Grécia. A equipe compete no Campeonato Grego de Futebol da Segunda Divisão.